# Tà Cạ
Tà Cạ là một xã thuộc huyện Kỳ Sơn, tỉnh Nghệ An, Việt Nam.
Xã Tà Cạ có diện tích 64,23 km², dân số năm 1999 là 3271 người, mật độ dân số đạt 51 người/km².